# إد سيرسي
إد سيرسي (بالإنجليزية: Ed Searcy)‏ مواليد 17 أبريل 1952 في نيويورك، هو لاعب كرة سلة أمريكي معتزل. بدأ مسيرته الاحترافية في سنة 1975. تم اختياره من قبل فريق يوتا جاز خلال الدرافت. حمل الرقم 32. يبلغ طوله 6 قدم 6 بوصة (2.0 م). اعتزل اللعب في 1976. لعب مع بوسطن سيلتكس في الدوري الأمريكي لكرة السلة للمحترفين.

## روابط خارجية
- إد سيرسي على موقع إن بي أي (الإنجليزية)
- إد سيرسي على موقع سبورتس رفرنس (الإنجليزية)
- إد سيرسي على موقع كلية كرة السلة في سبورتس رفرنس.كوم (الإنجليزية)
- إد سيرسي على موقع ريلجم (الإنجليزية)
- إد سيرسي على موقع بروبوليرز (الإنجليزية)